# Кертис, Джордж Уильям
Джордж Уильям Кертис (англ. George William Curtis; 1824—1892) — американский писатель.
Его главные произведения: «Nile Notes of a Howadji» (1859); «Potiphar-Papers» (1865 — сатира на американских парвеню); «Howadji in Syria» (1852); «Lotus eating» (1852 — картины жизни на фешенебельных американских курортах); новелла «Prue and I» (1862). Кертис был талантливым писателем, ревностно заботящимся об облагораживании вкусов своих соотечественников. Редактировал «Harper’s Weekly» и тот отдел «Harpers Magazine», который называется «Editors Easy Chair»; сборник напечатанных там этюдов Кертиса вышел под заглавием «From the Easy Chair» (Нью-Йорк, 1891).